# Para uporządkowana
Para uporządkowana – każdy obiekt matematyczny powstały z dowolnych dwóch elementów {\displaystyle a,b,} w którym {\displaystyle a} może być określony jako pierwszy, a {\displaystyle b} jako drugi element pary; nazywa się je odpowiednio poprzednikiem oraz następnikiem pary (w innych kontekstach używa się też innych określeń, np. pierwsza/druga współrzędna, rzut lewo-/prawostronny). Parę złożoną z wymienionych elementów oznacza się zwykle symbolem {\displaystyle (a,b),} choć stosuje się też inne notacje, gdy można by go mylnie wziąć za inny obiekt (np. za przedział otwarty w zbiorze liczb rzeczywistych), przykładowo {\displaystyle \langle a,b\rangle } (którym oznacza się również iloczyn skalarny).
Podstawową własnością par uporządkowanych jest to, że
Własność charakteryzująca
{\displaystyle (a_{1},b_{1})=(a_{2},b_{2})} wtedy i tylko wtedy, gdy {\displaystyle a_{1}=a_{2}} oraz {\displaystyle b_{1}=b_{2}.}
Wynika stąd, że {\displaystyle (a,b)=(b,a)} wtedy i tylko wtedy, gdy {\displaystyle a=b.}
Parę uporządkowaną {\displaystyle (a,b)} należy odróżniać od pary nieuporządkowanej {\displaystyle \{a,b\},} która jest zbiorem utworzonym z elementów {\displaystyle a,b,} toteż {\displaystyle \{a,b\}=\{b,a\}.}
Prototypowym przykładem pary uporządkowanej są współrzędne punktu na płaszczyźnie.

## Iloczyn kartezjański
Zbiór wszystkich par uporządkowanych, których poprzednik należy do zbioru {\displaystyle X,} a następnik do zbioru {\displaystyle Y,} nazywa się iloczynem kartezjańskim {\displaystyle X} oraz {\displaystyle Y,} oznaczanym symbolem
{\displaystyle X\times Y=\{(x,y):x\in X,y\in Y\}.}
Relacja dwuargumentowa nad dziedziną {\displaystyle X\cup Y} jest formalnie definiowana jako zbiór tych par {\displaystyle (a,b),} które pozostają w danej relacji, a zatem jest podzbiorem iloczynu kartezjańskiego {\displaystyle X\times Y.}
W teorii mnogości pojęcie funkcji {\displaystyle f\colon X\to Y} definiuje się jako zbiór par uporządkowanych {\displaystyle (x,f(x)),} a więc też jako podzbiór iloczynu kartezjańskiego {\displaystyle X\times Y.}

## Definicje teoriomnogościowe
Pojęcie pary uporządkowanej, intuicyjnie oczywiste, sprawia poważne trudności przy próbach zdefiniowania go w terminach aksjomatycznej teorii mnogości. Nie można bowiem wtedy użyć takich określeń jak np. „kolejność elementów” czy „pierwsze miejsce”. Felix Hausdorff był świadom, że jego definicja, w której używał symboli {\displaystyle 1} i {\displaystyle 2,} ma ten mankament, że owe {\displaystyle 1} i {\displaystyle 2} nie mogą być symbolami liczb 1 i 2: gdy {\displaystyle a} lub {\displaystyle b} byłyby liczbami 1 lub 2 doszłoby do kolizji oznaczeń.
Własność charakterystyczna par uporządkowanych, wspomniana wyżej, jest wszystkim co konieczne do zrozumienia istoty par uporządkowanych w matematyce. Dlatego para uporządkowana może być postrzegana jako pojęcie pierwotne, którego aksjomatem jest wspomniana własność charakteryzująca. Podejście to wykorzystywała grupa N. Bourbakiego w swojej Teorii mnogości wydanej w 1954 roku.
Niżej podano kilka definicji teoriomnogościowych pary uporządkowanej.

### Definicja Wienera
Pierwszą teoriomnogościową definicję pary uporządkowanej zaproponował w 1914 roku Norbert Wiener:
{\displaystyle (x,y):={\bigg \{}{\Big \{}\{x\},\{\}{\Big \}},{\Big \{}\{y\}{\Big \}}{\bigg \}}.}
Zauważył on, że definicja ta umożliwiła zdefiniowanie typów Principia mathematica za pomocą zbiorów. W Principia Mathematica używano typów, dlatego relacje wszystkich arności są pojęciami pierwotnymi.

### Definicja Hausdorffa
Mniej więcej w tym samym czasie co Wiener (1914) swoją definicję zaproponował Felix Hausdorff:
{\displaystyle (a,b):=\{\{a,1\},\{b,2\}\},}
„gdzie {\displaystyle 1} i {\displaystyle 2} są dwoma różnymi obiektami różnymi od {\displaystyle a} i {\displaystyle b}. Jeżeli pominiemy warunek na a i b, to definicja dalej pozostaje prawidłowa (jednoznaczność reprezentacji zostanie zachowana), ale dla a=2, b=1 para redukuje się do zbioru jednoelementowego tj. (2,1) = { {2,1}, {1,2} } = { {1,2} } co może być kłopotliwe w niektórych zastosowaniach).
Zaletą tej definicji jest to, że każdy elementy pary występuje dokładnie jeden raz w wyjściowej formule.

### Definicja Kuratowskiego
W 1921 roku Kazimierz Kuratowski przedstawił do dzisiaj przyjmowaną definicję pary uporządkowanej {\displaystyle (a,b){:}}
{\displaystyle (a,b)_{K}:={\Big \{}\{a\},\{a,b\}{\Big \}}}.
Definicja pozostaje prawidłowa, jeśli pierwsza i druga współrzędna są identyczne, tzn.
{\displaystyle p=(x,x)={\Big \{}\{x\},\{x,x\}{\Big \}}={\Big \{}\{x\},\{x\}{\Big \}}={\Big \{}\{x\}{\Big \}}.}
Dla danej pary uporządkowanej {\displaystyle p} własność „{\displaystyle x} jest pierwszym elementem” może być wyrażone jako
{\displaystyle \forall \;Y\in p\colon x\in Y,}
a własność „{\displaystyle x} jest drugim elementem {\displaystyle p}” jako
{\displaystyle \left(\exists \;Y\in p\colon x\in Y\right)\land \left(\forall \;Y_{1},Y_{2}\in p\colon Y_{1}\neq Y_{2}\rightarrow (x\notin Y_{1}\lor x\notin Y_{2})\right).}
Należy zauważyć, że definicja ta jest dalej prawidłowa dla pary uporządkowanej
{\displaystyle p=(x,x)={\Big \{}\{x\},\{x,x\}{\Big \}}={\Big \{}\{x\},\{x\}{\Big \}}={\Big \{}\{x\}{\Big \}};}
w tym przypadku wyrażenie
{\displaystyle \left(\forall \;Y_{1},Y_{2}\in p\colon Y_{1}\neq Y_{2}\rightarrow (x\notin Y_{1}\lor x\notin Y_{2})\right)} jest spełnione trywialnie, ponieważ nigdy nie zachodzi przypadek {\displaystyle Y_{1}\neq Y_{2}.}
Inną metodą jest skorzystanie z działań iloczynu i sumy zbiorów:
{\displaystyle \bigcap p=\bigcap {\bigg \{}\{x\},\{x,y\}{\bigg \}}=\{x\}\cap \{x,y\}=\{x\},}
{\displaystyle \bigcup p=\bigcup {\bigg \{}\{x\},\{x,y\}{\bigg \}}=\{x\}\cup \{x,y\}=\{x,y\}.}
Wtedy {\displaystyle x} to jedyny element zbioru {\displaystyle \bigcap p.} Uzyskanie {\displaystyle y} wymaga rozważenia dwóch przypadków:
- jeśli {\displaystyle \bigcup p=\bigcap p,} to {\displaystyle \{x\}=\{x,y\}} i {\displaystyle y=x;}
- jeśli {\displaystyle \bigcup p\neq \bigcap p,} to {\displaystyle \{x\}\neq \{x,y\},} a więc {\displaystyle \{y\}=\bigcup p\setminus \bigcap p,} czyli {\displaystyle y} to jedyny element tego zbioru.

#### Warianty
Powyższa definicja Kuratowskiego pary uporządkowanej jest „adekwatna” w tym sensie, iż spełnia własność charakteryzującą parę uporządkowaną (tzn. jeśli {\displaystyle (a,b)=(x,y),} to {\displaystyle a=x} i {\displaystyle b=y}), ale również arbitralna, ponieważ istnieje wiele innych adekwatnych definicji o podobnej lub mniejszej złożoności, jak na przykład:
- {\displaystyle (a,b)_{odwr{\acute {o}}cona}:={\Big \{}\{b\},\{a,b\}{\Big \}},}
- {\displaystyle (a,b)_{kr{\acute {o}}tka}:={\Big \{}a,\{a,b\}{\Big \}},}
- {\displaystyle (a,b)_{01}:={\Big \{}\{0,a\},\{1,b\}{\Big \}}.}

Para „odwrócona” jest mało interesująca, ponieważ brak jej jakiejkolwiek oczywistej zalety (lub wady) względem pary Kuratowskiego. „Krótka” para jest tak nazywana, gdyż w jej definicji korzysta się z dwóch, a nie trzech, nawiasów. Ma ona jednak tę wadę, że dowód własności charakteryzującej parę (zobacz wyżej) wymaga użycia aksjomatu regularności (z ZFC). Co więcej, jeśli przyjmie się standardową definicję liczb naturalnych, to {\displaystyle 2} jest zbiorem {\displaystyle \{0,1\}={\Big \{}0,\{0\}{\Big \}},} który jest nieodróżnialny od pary {\displaystyle (0,0)_{kr{\acute {o}}tka}.}

#### Dowód własności charakteryzującej
Twierdzenie: {\displaystyle (a,b)_{K}=(c,d)_{K}} wtedy i tylko wtedy, gdy {\displaystyle a=c} oraz {\displaystyle b=d.}
Definicja KuratowskiegoJeżeli {\displaystyle a=b,} to
{\displaystyle (a,b)_{K}={\Big \{}\{a\},\{a,b\}{\Big \}}={\Big \{}\{a\},\{a,a\}{\Big \}}={\Big \{}\{a\}{\Big \}},}
oraz
{\displaystyle (c,d)_{K}={\Big \{}\{c\},\{c,d\}{\Big \}}={\Big \{}\{a\}{\Big \}},}
stąd {\displaystyle \{c\}=\{c,d\}=\{a\},} a więc {\displaystyle c=d=a=b.}
Jeżeli {\displaystyle a\neq b,} to wtedy {\displaystyle {\Big \{}\{a\},\{a,b\}{\Big \}}={\Big \{}\{c\},\{c,d\}{\Big \}}.}
Załóżmy, że {\displaystyle \{c,d\}=\{a\}.} Wówczas {\displaystyle c=d=a} i dlatego {\displaystyle {\Big \{}\{c\},\{c,d\}{\Big \}}={\Big \{}\{a\},\{a,a\}{\Big \}}={\Big \{}\{a\},\{a\}{\Big \}}={\Big \{}\{a\}{\Big \}}.} Ale wtedy {\displaystyle {\Big \{}\{a\},\{a,b\}{\Big \}}} również równałoby się {\displaystyle {\Big \{}\{a\}{\Big \}},} czyli {\displaystyle b=a,} co przeczy {\displaystyle a\neq b.}
Założenie {\displaystyle \{c\}=\{a,b\}} dające {\displaystyle a=b=c} przeczy {\displaystyle a\neq b.}
Dlatego {\displaystyle \{c\}=\{a\}} lub {\displaystyle c=a} oraz {\displaystyle \{c,d\}=\{a,b\}.}
Jeżeli byłoby prawdą, że {\displaystyle d=a,} to {\displaystyle \{c,d\}=\{a,a\}=\{a\}\neq \{a,b\},} sprzeczność. A więc {\displaystyle d=b} i dlatego {\displaystyle a=c} i {\displaystyle b=d.}
Odwrotnie: {\displaystyle a=c} oraz {\displaystyle b=d,} to {\displaystyle {\Big \{}\{a\},\{a,b\}{\Big \}}={\Big \{}\{c\},\{c,d\}{\Big \}}.} Stąd {\displaystyle (a,b)_{K}=(c,d)_{K}.}
Definicja odwrócona
Prawdą jest, że {\displaystyle (a,b)_{odwr{\acute {o}}cona}={\Big \{}\{b\},\{a,b\}{\Big \}}={\Big \{}\{b\},\{b,a\}{\Big \}}} {\displaystyle =(b,a)_{K}.}
Jeżeli {\displaystyle (a,b)_{odwr{\acute {o}}cona}=(c,d)_{odwr{\acute {o}}cona},} to {\displaystyle (b,a)_{K}=(d,c)_{K},} stąd {\displaystyle b=d} oraz {\displaystyle a=c.}
W przeciwną stronę, jeżeli {\displaystyle a=c} i {\displaystyle b=d,} to {\displaystyle {\Big \{}\{b\},\{a,b\}{\Big \}}={\Big \{}\{d\},\{c,d\}{\Big \}},} a więc {\displaystyle (a,b)_{odwr{\acute {o}}cona}=(c,d)_{odwr{\acute {o}}cona}.}

### Definicja Quine’a-Rossera
Rosser (1953) przyjął definicję pary uporządkowanej pod wypływem Willarda Van Ormana Quine’a, która wymaga wcześniejszego zdefiniowania liczb naturalnych. Niech {\displaystyle \mathbb {N} } będzie zbiorem liczb naturalnych oraz
{\displaystyle \varphi (x)=(x\setminus \mathbb {N} )\cup {\bigg \{}n+1\colon n\in (x\cap \mathbb {N} ){\bigg \}}.}
Przyłożenie tej funkcji zwiększa o jeden liczbę naturalną w {\displaystyle x.} W szczególności {\displaystyle \varphi (x)} nie zawiera liczby {\displaystyle 0,} a więc dla dowolnych zbiorów {\displaystyle x} oraz {\displaystyle y}
{\displaystyle \varphi (x)\neq \{0\}\cup \varphi (y).}
Parę uporządkowaną {\displaystyle (A,B)} definiuje się jako
{\displaystyle (A,B)={\bigg \{}\varphi (a)\colon a\in A{\bigg \}}\cup {\bigg \{}\varphi (b)\cup \{0\}\colon b\in B{\bigg \}}.}
Wydobycie wszystkich elementów z pary nie zawierających {\displaystyle 0} i anulowanie {\displaystyle \varphi } daje {\displaystyle A.} Podobnie można odzyskać {\displaystyle B} z elementów pary zawierających {\displaystyle 0.}
W teorii typów oraz w teoriach mnogości takich jak New Foundations, które zasadzają się na teorii typów, para ta ma ten sam typ co jej rzuty (stąd też nazywa się ją parą uporządkowaną „typ-poziom”). Dlatego definicja ta ma tę zaletę, iż funkcja zdefiniowana jako zbiór par uporządkowanych ma typ tylko o jeden wyższy niż typ jej argumentów. Szczegółowe informacje o parze uporządkowanej w kontekście teorii mnogości Quine’a znajdują się w pozycji Holmesa (1998).

### Definicja Morse’a
Teoria mnogości Morse’a-Kelleya (Morse, 1965) korzysta w swobodny sposób z klas właściwych. Morse zdefiniował parę uporządkowaną tak, aby jej rzuty mogły być, obok zbiorów, klasami właściwymi (definicja Kuratowskiego na to nie zezwala). Najpierw zdefiniował on pary uporządkowane, których rzuty są zbiorami, na modłę Kuratowskiego. Następnie przedefiniował parę {\displaystyle (x,y)} jako {\displaystyle \left(x\times \{0\}\right)\cup \left(y\times \{1\}\right),} gdzie składowe iloczyny kartezjańskie są parami Kuratowskiego na zbiorach. To właśnie ten drugi krok sprawia, że prawidłowe są pary, których rzuty są klasami właściwymi. Powyższa definicja Quine’a-Rossera również umożliwia użycie klas właściwych jako rzutów.

## Trójki, czwórki...n-ki uporządkowane

### n-ka oparta na zagnieżdżaniu par
Pary uporządkowane mogą mieć za elementy inne pary uporządkowane. Z tego powodu para uporządkowana może służyć definicji rekurencyjnej krotek (n-tek) uporządkowanych (uporządkowanych list n-elementowych). Na przykład trójka uporządkowana {\displaystyle (a,b,c)} może być zdefiniowana jako {\displaystyle {\Big (}a,(b,c){\Big )},} jedna para zagnieżdżona w innej. To podejście znajduje swoje odzwierciedlenie w językach programowania komputerów, gdzie można skonstruować listę elementów za pomocą zagnieżdżonych par uporządkowanych: lista {\displaystyle (1\;2\;3\;4\;5)} oznacza {\displaystyle (1,(2,(3,(4,(5,\{\}))))).} Język Lisp używa tego typu list jako podstawowej struktury danych.
Za pomocą pojęcia pary uporządkowanej można zdefiniować indukcyjnie kolejno trójki, czwórki, piątki... n-tki uporządkowane. W żargonie informatycznym pojęcia te występują zbiorczo pod nazwą krotek (n-elementowych).
Dla {\displaystyle n>2} n-tkę uporządkowaną
{\displaystyle (a_{1},a_{2},\dots ,a_{n})}
definiuje się jako parę uporządkowaną
{\displaystyle \left(a_{1},(a_{2},\dots ,a_{n})\right)}
lub
{\displaystyle \left((a_{1},\dots ,a_{n-1}),a_{n}\right).}
Do celów technicznych można przyjąć umowę, że
{\displaystyle (a_{1})=\{a_{1}\}}
oraz
{\displaystyle ()=\varnothing .}
Praktyczną wadą tak zdefiniowanej n-ki, w przypadku gdy używana jest definicja pary, która zawiera duplikaty elementów pary (np. {\displaystyle (a,b)=\{\{a\},\{a,b\}\}} po prawej stronie równości używa dwa razy elementu 'a')  polega na tym, że długość formuł końcowych rośnie wykładniczo w stosunku do n.

### n-ka oparta na ciągu
n-ka zdefiniowana jako poniższy zbiór par o postaci {\displaystyle (i,a_{i})} gdzie {\displaystyle i} to pozycja elementu {\displaystyle a_{i}}
{\displaystyle (a_{1},a_{2},...,a_{n})=\{(1,a_{1}),(2,a_{2}),...,(n,a_{n})\}}
zbiór ten jednocześnie jest wykresem pewnej funkcji definiującej ciąg {\displaystyle (a_{i})_{i=1}^{n}} (tj.  {\displaystyle f:I\rightarrow X}, takiej że {\displaystyle f(i)=a_{i}}, gdzie {\displaystyle I=\{1,2,...,n\}},  {\displaystyle i\in I}, oraz {\displaystyle a_{i}\in X} dla pewnego zbioru {\displaystyle X}).